# Dicoryphe platyphylla
Dicoryphe platyphylla är en trollhasselart som beskrevs av Louis René Tulasne. Dicoryphe platyphylla ingår i släktet Dicoryphe och familjen trollhasselfamiljen. Inga underarter finns listade i Catalogue of Life.